# Pantelis Voulgaris
Pantelis Voulgaris (griechisch Παντελής Βούλγαρης); * 2. Oktober 1940 in Athen ist ein griechischer Filmregisseur.
Neben Theo Angelopoulos ist er der bekannteste Vertreter des neuen griechischen Kinos. An der Athener Filmhochschule hat er Regie studiert. Danach führte er Regie in Theaterstücken und Fernsehspielen. Während der Militärdiktatur war er 1973 für 6 Monate im Exil. Seine Filme wurden auf vielen Filmfestivals darunter Berlin, Venedig und Moskau gezeigt und erhielten zahlreiche Auszeichnungen. Beim 43. Internationalen Film Festival Thessaloniki 2002 wurde eine umfangreiche Retrospektive mit dem vollständigen filmischen Werk einschließlich Dokumentationen und TV-Serien gezeigt. Mit dem Kameramann Giorgos Arvanitis, bekannt durch seine Zusammenarbeit mit Theo Angelopoulos, hat er mehrfach zusammengearbeitet; zuletzt für den Film Nyfes (Νύφες).
Pantelis Voulgaris ist mit der Schriftstellerin Ioanna Karystiani verheiratet. Sie haben zwei Kinder.

## Filmografie
- 1965: O kleftis (Ο κλέφτης, Der Dieb), Kurzfilm 18 min
- 1966: Jimis o tigris (Τζίμης ο τίγρης), Kurzfilm 14 min
- 1969: (Ο χορός των τράγων), Dokumentation
- 1972: To proxenio tis Annas, (Το προξενιό της Άννας, Annas Verlobung)
- 1973: O Megalos Erotikos, (Ο μεγάλος ερωτικός), Musik Manos Hadjidakis
- 1976: Haroumeni imera (Happy Day), Filmmusik von Dionysis Savvopoulos
- 1980: Eleftherios Venizelos: 1910–1927 (Ελευθέριος Βενιζέλος: 1910–1927)
- 1985: Petrina Chronia (Πέτρινα χρόνια, Steinerne Jahre)
- 1988: I Fanella me to 9, (Η φανέλλα με το 9, Das Trikot mit der 9), Buch Menis Koumandareas
- 1988: Ein Traum von Leben und Brot – Giannis Ritsos und sein Griechenland (Der Dichter Giannis Ritsos erzählt über seine Geschichte, seine Arbeit und die politische Verfolgung), Dokumentation mit Armin Kerker
- 1991: I isiches meres tou Avgoustou (Οι ήσυχες μέρες του Αυγούστου, Stille Tage im August)
- 1995: Acropol (Ακροπόλ)
- 1998: Ola ine dromos (Όλα είναι δρόμος, Es ist ein langer Weg)
- 2004: Nyfes (Νύφες, Bräute)
- 2009: Psychi vathia (Ψυχή βαθειά) (Film über den griechischen Bürgerkrieg)
- 2013: Mikra Anglia (Μικρά Αγγλία, Klein England), Drehbuch Ioanna Karystiani nach ihrem gleichnamigen Roman
- 2017: Die letzte Notiz (Το τελευταίο σημείωμα)